# NGC 1827
NGC 1827 je galaksija u zviježđu Golubu.

## Vanjske poveznice
- SEDS: NGC 1827